# 今堀拓也
今堀 拓也（いまほり たくや、1978年 - ）は、日本の現代音楽の作曲家。神奈川県横浜市生まれ。

## 経歴
玉川大学文学部芸術学科にて三界正実と土居克行に師事した後、パリ・エコールノルマル音楽院で平義久に師事した。2005-2006年IRCAM作曲家研究課程研究員を務め、フィリップ・ルルー、ジャン＝リュック・エルヴェに師事した。以後彼の作品にはエレクトロニクスが多く援用されている。2012年よりジュネーヴ州立高等音楽院でミカエル・ジャレル、ルイス・ナオンに師事して修了、2014年よりローマ・サンタ・チェチーリア国立アカデミアに在籍しイヴァン・フェデーレに師事して修了した。

## 受賞歴
- ガウデアムス賞受賞[2][6][7][8]
- 武生作曲賞入選[9]
- CCMC2015入選[5][10]
- ISCMスウェーデン支部ヴィスビー国際作曲家センターVICCレジデント、2012年[11]および2015年[12]度招聘
- New Made Ensembleの公募入選[13]。
- ヴィッテン室内楽現代音楽祭、アンサンブル・モデルン国際アカデミー（IEMA）公募入選[14][15]。
- 第2回バーゼル作曲コンクール（2019年）第3位[16][17]。
- KLANG国際作曲コンクール（2020年）第1位および、フランス国立モンペリエ・オペラ管弦楽団による特別賞[18][19]。

## 活動

### 2001-2010
16人のアンサンブルのための『時の環 Circle of Time』は2001年にオランダのガウデアムス国際音楽週間でユッシ・ヤーティネン指揮アーッレ・アンサンブルによって演奏され、スウェーデンのパウル・ダールシュテットと共にガウデアムス賞を受賞。同年ドイツのドナウエッシンゲン音楽祭でペーター・エトヴェシュ指揮オランダ国立放送室内管弦楽団および翌2002年に自由ベルリン放送（現：ベルリン・ブランデンブルク放送）でヨハネス・カリツケ指揮ベルリン・ドイツ交響楽団により再演。
ガウデアムス財団委嘱作であるフルートオーケストラのための『Woven Breaths』は、受賞翌年の2002年にガウデアムス音楽週間でホルヘ・カリヴェスチ指揮ネザーランド・フルートオーケストラにより初演され、2007年にもマーストリヒト、アムステルダム、グローニンゲンのツアーで再演。
2003年のラジオフランス・プレザンス音楽祭では、弦楽四重奏のための『Commentaire sur la symphonie n. 2 de Hans Werner Henze』がルノワール弦楽四重奏団によって演奏され、またFrance Musiqueで放送された。同年サントル・アカント、ロワイヨモン「新しき声」作曲講習会で新作初演。
ヴァイオリンとピアノのための『同期（サンクロニザシオン） Synchronisation』は2003年にパトリシア・コパチンスカヤと大井浩明によってスイスのバーゼル北駅ホールで初演された。その後2006年ヴァイオリンとピアノのデュオROSCOのリサイタルで甲斐史子と大須賀かおりによって、また2007年武生国際音楽祭作曲ワークショップでネクスト・マッシュルーム・プロモーションの辺見康孝と山本純子によっても再演。姉妹曲でフルートとピアノのための『Synchronisation II』は、2005年にシュトゥットガルト音楽大学で井原和子と山本純子によって初演、同年在ローマ日本文化会館でマヌエル・ズーリアと山本純子によって再演。
六重奏のための『Éclat dans la pénombre』は2004年5月にパリでアンサンブル・アルテルナンスによって初演され、2009年5月に在ローマ日本文化会館の招聘によってローマ音楽公園アウディトリウムで再演。
2005年横浜みなとみらいホールにてJust Composed in Yokohamaの新作委嘱作品『Au cœur』を初演。
IRCAMではオンド・マルトノとライブ・エレクトロニクスのための『La lune pâlie de l’aurore』を製作し、2006年に初演した。2007年にはエヴリ大学音楽堂にてフルート、クラリネット、ピアノとエレクトロニクスのための『Brassage』がアンサンブル・クールシルキュイによって初演された。2009年には東京で井原和子によりフルートとエレクトロニクスのための『Reflet dans l’image』が初演。
2010年にヴァイオリンとハープのための『レースを編む女』が 武生国際音楽祭の委嘱によりX-iksaの辺見康孝と松村多嘉代により初演、同年鳥取県の倉吉博物館でも再演。

### 2011-
2011年笙とピアノとエレクトロニクスのための『Layer of Lights』が東京のニンフェアール第7回公演で中村華子と朝川麻里の演奏、中西宣人の光学装置をともなう映像装置の演出を伴って初演。同年銀座ヤマハホールでの玉川大学主催「玉川Music Day」でも再演。
2011年2月、アクースモニウム作品『主の祈り』をJCMR KYOTOの委嘱で初演。6月には作曲グループPATHの演奏会でヴァイオリン、チェロとエレクトロニクスのための『交わる鎖』を辺見康孝と多井智紀の演奏で初演する。
2011年9月キプロスのニコシアでのファロス現代音楽祭でフルート、クラリネットとピアノのための『Vines』が初演された。
2011年12月東京電機大学で行われたアジアコンピュータ音楽プロジェクトACMPに参加し、ヴィブラフォン、マリンバとエレクトロニクスのための『錬金術』を正木恵子の演奏で初演した。同曲は2013年にジュネーヴでもチュウ・チンシュンの演奏で再演され、2014年にはフィリップ・スペーサーの演奏でマドリッドで演奏されている。
2012年ベルギーの在ブリュッセル日本大使館で、エレクトロニクスをともなう『弦楽四重奏曲』がタナ弦楽四重奏団により演奏。
フィンランドのポルヴォーのAvanti! XXVII SUVISOITTO で弦楽オーケストラとエレクトロニクスのための『Aino』がアヴァンティ!室内管弦楽団により演奏された。
イタリアのコンティリアーノで9人のアンサンブルとエレクトロニクスのための『Glacier』がアンサンブル・アルスナーレにより演奏され、同じくイタリアのアッシジのアーティストレジデンスArtestudio Ginestrelleに滞在し、ソプラノの太田真紀とコンサートを開催している。
2012年9月トリオmmm...の震災義援音楽配信プロジェクト「ヒバリ」49週で、フルート、ヴァイオリン、ピアノのための『雪の聖母』がインターネット配信で発表された。
2013年オーストリアのミュルツツーシュラークでInternational Summer Academyに参加、フルート、ヴァイオリン、ピアノのための『Trio』を初演し、初演者のカテリーナ・ポッパ、ミチコ・ザウラー、遠山沙織は、この曲の演奏で現代作品パフォーマンス賞を受賞した。
2014年京都MEDIA SHOPでの講演企画「電子音楽のスタディーズ VIII 電子音楽のマラソン・リスニング」にジュネーヴからSkypeで出演し、「最近の自作におけるエレクトロニクスの援用について」と題する講演を行った。
2015年2月付の日本電子音楽協会のインタビューでは近作として、アクースモニウム作品『Paysage』（2014年）、17人のアンサンブルとエレクトロニクスのための『結晶作用 - スタンダールの恋愛論による Cristallisation - d'après «De l'Amour» de Stendhal』（2014年）、オーボエ、ハープとエレクトロニクスのための『Battements d’ailes de canard dans la rosélière（葦辺行く鴨の羽音）』（2014年）、ピアノと16人のアンサンブルとエレクトロニクスのための『Illusione dell’acqua lucente（輝ける水の幻影）』（2013年）の4作が引用されている。このうち『Paysage』はジュネーヴ・コルナヴァン駅の改装披露式で初演されたほか、東京のCCMC2015に入選しており、また『葦辺行く鴨の羽音』はジュネーヴのアルシペル音楽祭で初演されている。
2015年12月3日にイタリア・ローヴェレでNew Made Ensembleの公募入選により『I Colliblì』が演奏された。
2017年4月23日にイタリア・トレントでMotocontrario Ensembleにより『Rosa Rugosa』が演奏された。
2017年5月5日にドイツ・ヴィッテン室内楽現代音楽祭で、アンサンブル・モデルン国際アカデミー（IEMA）の公募入選により『Accumulation』が演奏された。
2018年4月より6月まで、オーストリア文化庁KulturKontaktレジデンス招聘作曲家としてウィーンに滞在した。同年10月にEnsemble Reconsilにより『Rosa rampicante（蔓薔薇）』がウィーンのReaktorで初演された。
2019年2月24日に第2回バーゼル作曲コンクールにてオーケストラのための『綺麗に咲く千の花とともに Con mille fiori che sbocciano così belli』がバルデュール・ブレニマン指揮バーゼル・シンフォニエッタにより演奏され、第3位を受賞した。
2020年6月6日、KLANG国際作曲コンクールで『Cristallisation（結晶作用）』が第1位およびフランス国立モンペリエ・オペラ管弦楽団による特別賞を受賞した。
2020年12月19日先行公開の映画『ネズラ1964』で劇中音楽および主題歌『ネズラマーチ』の作曲を担当した。

## 著作
川崎弘二編著『黛敏郎の電子音楽』に「AudioSculptによる黛敏郎作品の音響解析」を寄稿した。

## 主要作品
- 16人のアンサンブルのための『時の環 Circle of Time』
- フルートオーケストラのための『Woven Breaths』
- 弦楽四重奏のための『Commentaire sur la symphonie n. 2 de Hans Werner Henze』
- ヴァイオリンとピアノのための『同期（サンクロニザシオン） Synchronisation』
- フルートとピアノのための『Synchronisation II』
- 4人の奏者のための『下降気流』
- 六重奏のための『Éclat dans la pénombre』
- アンサンブルのための『Au cœur』
- フルート、クラリネット、ピアノとエレクトロニクスのための『Brassage』
- フルートとエレクトロニクスのための『Reflet dans l’image』
- ヴァイオリンとハープのための『レースを編む女』
- オンド・マルトノとライブ・エレクトロニクスのための『La lune pâlie de l’aurore』
- フルート、クラリネット、ピアノとエレクトロニクスのための『Brassage』
- フルートとエレクトロニクスのための『Reflet dans l’image』
- 笙とピアノとエレクトロニクスのための『Layer of Lights』
- ヴァイオリン、チェロとエレクトロニクスのための『交わる鎖』
- エレクトロニクスをともなう『弦楽四重奏曲』
- 弦楽オーケストラとエレクトロニクスのための『Aino』
- 9人のアンサンブルとエレクトロニクスのための『Glacier』
- フルート、ヴァイオリン、ピアノのための『雪の聖母』
- フルート、ヴァイオリン、ピアノのための『Trio』
- アクースモニウム作品『Paysage』
- 17人のアンサンブルとエレクトロニクスのための『結晶作用 - スタンダールの恋愛論による Cristallisation - d'après «De l'Amour» de Stendhal』
- オーボエ、ハープとエレクトロニクスのための『Battements d’ailes de canard dans la rosélière（葦辺行く鴨の羽音）』
- ピアノと16人のアンサンブルとエレクトロニクスのための『Illusione dell’acqua lucente（輝ける水の幻影）』